# آبرایوو
آبرایوو (انگلیسی: Abrayevo) یک شهرک در شهرستان چیشمینسکی در استان باشقیرستان کشور روسیه است.